# Grover Krantz
Grover Sanders Krantz (Salt Lake City, 5 de novembro de 1931 -  Port Angeles, 14 de fevereiro de 2002) foi um antropólogo e criptozoólogo americano; ele foi um dos poucos cientistas não apenas a pesquisar Bigfoot, mas também a expressar sua crença na existência do animal. Ao longo de sua carreira profissional, Krantz escreveu mais de 60 artigos acadêmicos e 10 livros sobre evolução humana, e conduziu pesquisas de campo na Europa, China e Java.
Fora dos estudos formais de Krantz em antropologia evolutiva e primatologia, suas pesquisas criptozoológicas sobre Bigfoot atraíram críticas pesadas e acusações de "ciência marginal" de seus colegas, custando-lhe subsídios e promoções de pesquisa e atrasando seu mandato na universidade. Além disso, seus artigos sobre o assunto foram rejeitados por periódicos acadêmicos revisados por pares. No entanto, Krantz era tenaz em seu trabalho e muitas vezes era atraído por assuntos controversos, como os restos mortais de Kennewick, argumentando por sua preservação e estudo. Ele foi descrito como o "único cientista" e "profissional solitário" a considerar seriamente o Pé Grande em seu tempo, em um campo amplamente dominado por naturalistas amadores.

## Biografia
Krantz nasceu em Salt Lake City em 1931, filho de Carl Victor Emmanuel Krantz e Esther Maria (nascida Sanders) Krantz. Seus pais eram santos dos últimos dias frequentemente devotados a mórmons e, embora Krantz tentasse seguir a filosofia cristã básica de comportamento e moralidade, ele não era ativo na religião. Ele foi criado em Rockford, Illinois até os 10 anos de idade, quando sua família se mudou de volta para Utah. Ele frequentou a Universidade de Utah por um ano, começando em 1949, antes de ingressar na Guarda Nacional Aérea, onde serviu como instrutor de sobrevivência no deserto em Clovis, Novo México, de 1951 a 1952. Krantz, em seguida, transferido para a Universidade da Califórnia, Berkeley, onde completou um Bachelor of Science grau em 1955 e um mestrado em 1958. Com a apresentação de sua dissertação de doutorado, intitulada The Origins of Man, Krantz obteve seu doutorado em antropologia pela Universidade de Minnesota em 1971.

### Carreira profissional
No início dos anos 1960, Krantz trabalhou como técnico no Phoebe A. Hearst Museum of Anthropology em Berkeley, Califórnia, antes de adquirir uma posição de professor em tempo integral na Washington State University, onde lecionou de 1968 até sua aposentadoria em 1998. Ele era um professor popular, apesar de fazer exames notoriamente difíceis, e frequentemente almoçava com os alunos e falava sobre antropologia, teoria unificada de campos em física, história militar e eventos atuais. Após sua morte, uma bolsa com o nome de Krantz foi criada na Universidade para promover "o interesse nos campos da antropologia física / biológica, arqueologia linguística e / ou demografia humana".
Na década de 1970, Krantz estudou os restos fósseis de Ramapithecus, um gênero extinto de primatas, então considerado por muitos antropólogos como ancestral dos seres humanos, embora Krantz tenha ajudado a provar que essa noção é falsa. A pesquisa de Krantz sobre o Homo erectus foi extensa, incluindo estudos de fala fonêmica e padrões teóricos de caça, e argumentou que isso levou a muitas das diferenças anatômicas entre H. erectus e humanos modernos. Ele também escreveu um artigo influente sobre o surgimento de seres humanos na Europa pré-histórica e o desenvolvimento de línguas indo-europeias, e foi o primeiro pesquisador a explicar a função do processo mastóide. Seu trabalho profissional foi diversificado, incluindo pesquisas sobre o desenvolvimento de ferramentas de pedra paleolíticas, taxonomia e cultura neandertais, o evento de extinção do Quaternário, mudanças no nível do mar e a evidência de sexo no registro fóssil humano.
Em 1996, Krantz foi atraído pela controvérsia de Kennewick Man, argumentando tanto na academia quanto no tribunal que a linhagem direta com populações humanas existentes não podia ser demonstrada. Em uma entrevista publicada no The New Yorker, Krantz afirmou que "esse esqueleto não pode ser racial ou culturalmente associado a nenhum grupo indiano americano existente" e "o Ato de Repatriação Nativa [sic] não tem mais aplicabilidade a esse esqueleto do que teria se uma expedição chinesa tivesse deixado um de seus membros lá". Em 2001, ele tentou enviar o último artigo que escreveu antes de sua morte, intitulado "Continuidade neandertal em vista de alguns dados negligenciados", embora tenha sido rejeitado pela revista Current Anthropology, revisada por pares, com o então editor Benjamin Orlove afirmando que não faça referência suficiente à pesquisa mais recente.

### Pesquisa sobre o Bigfoot
A especialidade de Krantz como antropólogo incluía todos os aspectos da evolução humana, mas ele era mais conhecido fora da academia como o primeiro pesquisador sério a se dedicar ao estudo científico do Bigfoot, a partir de 1963. Como sua pesquisa em criptozoologia foi ignorada pelos principais cientistas, apesar de suas credenciais acadêmicas, Krantz tentou encontrar audiência entre leitores casuais, publicando várias obras de divulgação. Também apareceu com frequência em documentários de televisão, incluindo O mundo misterioso de Arthur C. Clarke, Em busca de. .., e Sasquatch: Legend Meets Science.
Os estudos de Krantz sobre o Bigfoot, que ele chamou de "Sasquatch" (uma anglicização da palavra Halkomelem sásq'ets ("homem selvagem"), levaram a acreditar que se tratasse de uma criatura real. Ele teorizou que os avistamentos eram devidos a pequenos bolsões de gigantopithecines sobreviventes, com a população progenitora migrando pela ponte terrestre de Bering (Beríngia), que mais tarde seria usada pelos primeiros povoadores das Américas. O Gigantopithecus viveu ao lado de humanos, mas acredita-se que esteja extinto há 100.000 anos, no leste da Ásia, enquanto a ponte terrestre de Bering existiu entre 135.000 e 70.000 anos AP).
Em janeiro de 1985, Krantz tentou nomear formalmente Bigfoot apresentando um artigo na reunião da Sociedade Internacional de Criptozoologia realizada em Sussex, Inglaterra, atribuindo-lhe o binomen Gigantopithecus blacki, embora isso não fosse permitido pela Comissão Internacional de Nomenclatura Zoológica porque G. blacki era um táxon existente e porque a criatura estava sem holótipo. Krantz argumentou que seus moldes de gesso eram holótipos adequados, sugerindo mais tarde G. canadensis como um nome. Krantz, em seguida, tentou publicar seu artigo, intitulado "Uma espécie nomeada por pegadas", publicado em uma revista acadêmica, embora tenha sido rejeitado pelos revisores.
Depois de ver imagens do filme de Patterson-Gimlin, que apareceu na capa de Argosy em fevereiro de 1968, Krantz ficou cético, acreditando que o filme era uma farsa elaborada, dizendo "parecia-me alguém usando um traje de gorila" e "Eu dei a Sasquatch apenas 10% de chance de ser real." Após anos de ceticismo, Krantz finalmente se convenceu da existência de Bigfoot depois de analisar os moldes de gesso "Cripplefoot" reunidos em Bossburg, Washington, em dezembro de 1969. Mais tarde, Krantz estudou o filme de Patterson-Gimlin por completo e, depois de perceber a marcha peculiar da criatura e as supostas características anatômicas, como flexionar os músculos das pernas, ele mudou de ideia e se tornou um defensor de sua autenticidade. Enquanto estava em Bossburg, ele também conheceu John Willison Green e os dois permaneceram amigos até a morte de Krantz.
As pegadas de Cripplefoot, deixadas na neve, supostamente mostravam sulcos microscópicos dérmicos (impressões digitais) e lesões tentativamente identificadas como pé torto pelo primatologista John Napier. Krantz pediu ao professor holandês A. G. de Wilde, da Universidade de Groningen, para examinar as impressões, que concluíram que elas "não eram de algum objeto morto com sulcos, mas vinham de um objeto vivo capaz de espalhar os dedos dos pés". Krantz também tentou que o FBI e a Scotland Yard estudassem os padrões cutâneos da derme, e foi informado pelo renomado especialista em impressões digitais John Berry, editor da revista Fingerprint Whorld, que a Scotland Yard concluiu que as impressões eram "provavelmente reais". Para sua decepção, um artigo subsequente de 1983 na revista Cryptozoology, intitulado "Anatomia e Dermatoglyphics of Three Sasquatch Footprints", foi amplamente ignorado.
Depois de construir modelos biomecânicos dos modelos Cripplefoot, calculando sua distância, alavancagem, dinâmica e distribuição de peso e comparando os dados com a base do calcanhar, tornozelo e dedo do pé da pista, Krantz concluiu que as pegadas haviam sido deixadas por um animal cerca de 2,44 m de altura e pesando aproximadamente 363 kg. Os detalhes morfológicos do elenco, particularmente as impressões do músculo da eminência tenar, também ajudaram a convencer Krantz, que argumentou que uma farsa "exigiria que alguém bastante familiarizado com a anatomia da mão humana fizesse a conexão entre um polegar não opositor e um ausência da eminência tenar". Isso culminou na primeira publicação de Krantz sobre o assunto Bigfoot, com seu artigo "Sasquatch Handprints" aparecendo na revista North American Research Notes em 1971.
Pouco antes de sua morte, Krantz também examinou o elenco de Skookum. Ele não endossou publicamente sua autenticidade, dizendo em entrevista à revista Outside: "Não sei o que é. Estou perplexo. Elk. Sasquatch. Essa é a escolha".

### Vida pessoal e morte

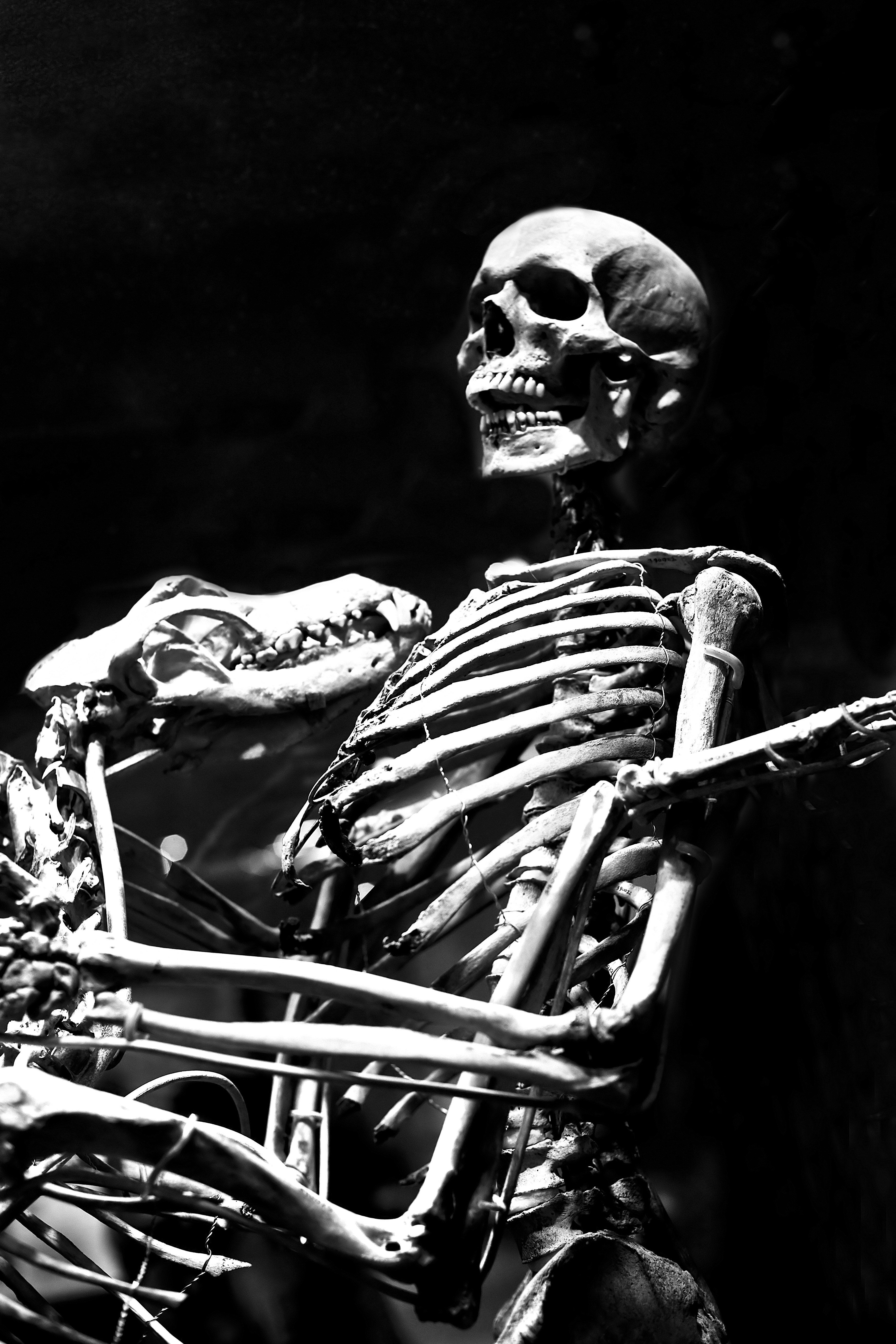
Esqueletos de Grover Krantz e seu cachorro, Clyde, no Museu Smithsonian.

Grover Krantz tinha um irmão, Victor Krantz, que trabalhou como fotógrafo na Smithsonian Institution. Krantz foi casado quatro vezes e divorciado três vezes. Sua primeira esposa foi Patricia Howland, com quem ele se casou em 1953; mais tarde, casou-se com Joan Brandson, em 1959, e com Evelyn Einstein, em 1964. Ele se casou com sua quarta esposa, Diane Horton, em 5 de novembro de 1982. Ele também tinha um enteado, Dural Horton. Krantz era um entusiasta da estrada e frequentemente fazia viagens, viajando para todos os 48 estados norte-americanos continentais. Em 1984, ele recebeu altas pontuações no Miller Analogies Test e foi posteriormente aceito na sociedade de alto QI Intertel. Em 3 de março de 1987, Krantz debateu com Duane Gish sobre criacionismo e evolução, na Washington State University. O debate de três horas contou com um público de mais de 1 000 pessoas.
Grover Krantz morreu no dia 14 de fevereiro de 2002, na sua casa, em Port Angeles, Washington, de câncer no pâncreas, após uma batalha de oito meses contra a doença. A seu pedido, não houve funeral. Em vez disso, seu corpo foi enviado para a fazenda de corpos da Universidade de Tennessee, onde os cientistas estudam as taxas de degeneração do corpo humano para ajudar nas investigações forenses. Em 2003, seu esqueleto chegou ao  Museu Nacional de História Natural da Smithsonian Institution e foi guardado num armário verde, ao lado dos ossos de seus três cães caçadores de lobos irlandeses favoritos - Clyde, Icky e Yahoo - como foi seu último pedido.
Em 2009, o esqueleto de Krantz foi meticulosamente articulado e, junto com o esqueleto de um de seus cães, foi incluído na exposição "Written in Bone: Forensic Files of the 17th Century Chesapeake", no Museu Nacional de História Natural. Seus ossos também foram usados no ensino de ciência forense e osteologia avançada aos estudantes da Universidade George Washington.